# 사카타코역

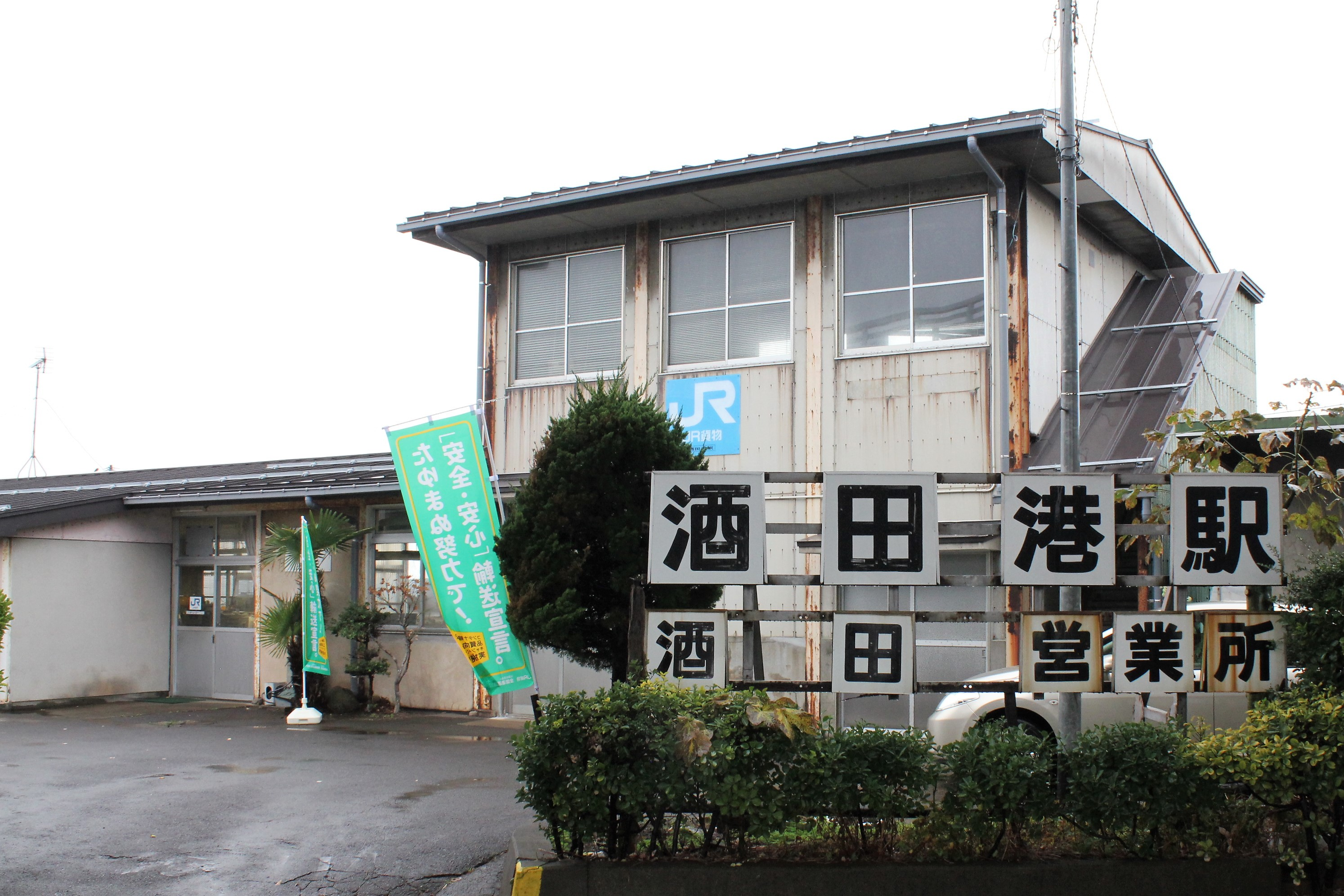

사카타코역(酒田港駅)은 야마가타현 사카타시에 있는 일본화물철도의 화물역으로, 우에쓰 본선 화물지선의 종착역이다.
사카타역에서 사카타코 역까지의 화물지선은 전철화되어 있지 않다.